# Louise Went
Louisa Constantia Julia Eduarda Went (Amsterdam, 1 september 1865 - 29 oktober 1951) was een Nederlandse pionier op het gebied van volkshuisvesting en maatschappelijk werk. Ze was een van de eerste woningopzichteressen in Nederland, mede-oprichtster van de Vereeniging van Woonopzichteressen, mede-oprichtster van de eerste Nederlandse school voor maatschappelijk werk en vanaf 1936 directrice bij de 19e-eeuwse semi-filantropische N.V. Bouwonderneming 'Jordaan'.

## Maatschappelijk betrokken
Louise Went werd geboren aan de Herengracht in Amsterdam als oudste dochter van Johannes Went (1811-1879), makelaar, en Johanna Emilie Rosalie Adolphine Süsewind (1834-1917), gouvernante. Het gezin met vijf kinderen leefde sober. Ze maakte veel muziek in haar jeugd. Ze zong mee in het koor van Willem Kes bij de opening van het Amsterdamse Concertgebouw in 1888. Louisa ging na de Middelbare meisjesschool (MMS) drie jaar naar de Amsterdamse huishoudschool. Daar behaalde ze haar akte Lager Onderwijs. Ze heeft echter nooit voor de klas gestaan. Het kwam wel van pas toen ze gratis lessen ging geven aan bewoners van de Jordaan. De vrouwen onder hen waren vaak analfabeet. Ze vormde clubjes met kinderen uit de Jordaan om ze enige vorm van scholing bij te brengen. Daarbij merkte ze echter dat ze een tekort aan ervaring en kennis had. Went ging lessen volgen bij professor Willem Treub aan de Universiteit van Amsterdam, om zichzelf verder te verdiepen in sociaal-economische maatschappelijke vraagstukken. Ze las daar veel over en ontwikkelde een kritische mening, met name ten opzichte van de vrouwenbeweging en haar leden.

## Aangetrokken tot socialisme
Het gezin waarin Went opgroeide, was waals-hervormd. Later trad ze dan ook toe tot de Waalse kerk. Uiteindelijk maakte ze zich los van de kerk, omdat ze zich meer voelde aangetrokken tot het socialisme. In 1886 leerde ze het Sociaal Weekblad kennen. Daarin schreef sociaal-liberaal feministe Hélène Mercier, een van de mensen die haar zeer inspireerden. Mercier was grondlegster van het sociaal en maatschappelijk werk. De artikelen van Mercier over het woningvraagstuk in het Sociale Weekblad spraken Went in het bijzonder aan. Went leerde Mercier persoonlijk kennen. Via haar werd ze lid van verschillende commissies die zich met het woningvraagstuk bezighielden, zoals de Gezondheidscommissie van Amsterdam. Deze commissie kreeg door de Woningwet uit 1901 de bevoegdheid om woningen onbewoonbaar te verklaren. Jarenlang was ze het enige vrouwelijke lid van deze commissie.

## Sociale woningbouw
Eind 19e eeuw ontwikkelde ze zich als een beijveraar van de sociale woningbouw. Daartoe was ze actief in de Amsterdamse Jordaan. In 1894 was Louise Went nauw betrokken bij de voorbereidingen om een bouwonderneming op te richten, die duidelijk moest maken of het mogelijk zou zijn op economische basis en zonder overheidssteun of onteigeningswetgeving betaalbare woningen in de oude stad te bouwen voor díe arbeiders die regelmatig huur zouden kunnen betalen. Dit werd Bouwonderneming Jordaan NV, die een plek vond langs de Lindengracht in de wijk de Jordaan om het experiment in de praktijk te brengen. Louise Went werd geacht als woningopzichteres een belangrijke rol te gaan spelen in het sociaal beheer in het complex van deze bouwonderneming. Ze zou wekelijks de huur gaan ophalen, toezicht houden op de bewoners en toezien op handhaving van het huurreglement.

## Engeland
In 1895 vertrok ze naar Engeland om in de leer te gaan bij Octavia Hill, 's werelds eerste woningopzichteres, die door haar arbeid onder de armen tot de overtuiging was gekomen dat de verbetering van de volkshuisvesting de eerste voorwaarde is voor alle volksopvoeding. Daarnaast zouden woningopzichteressen moeten toezien of de mensen hun 'propere' woningen wel 'proper' bewoonden. Dit laatste kon Went in Amsterdam in praktijk brengen als woonopzichteres en als lid van de gezondheidscommissie. Toch verschilde Went van mening met Hill over de beste aanpak: Hill gaf de voorkeur aan het opknappen van krotten, waar Went en de andere initiatiefnemers van Bouwonderneming Jordaan meer heil zagen in nieuwbouw van arbeiderswoningen.

## School voor Maatschappelijk Werk
Louise Went wilde het werk van woningopzichteres in Nederland uitbreiden en professionaliseren. Daarom was ze in 1899 betrokken bij de oprichting van de Opleidingsinrichting voor Socialen Arbeid, door sociaal werkster Marie Muller-Lulofs, Hélène Mercier en Arnold Kerdijk: de eerste opleiding in zijn soort ter wereld. Tot 1945 zou Went als presidente bij de school betrokken blijven.

## Huwelijk
Ondertussen groeide de vriendschap met architect Jan Ernst van der Pek (1865-1919). Louise Went trouwde op 2 januari 1901 op 35-jarige leeftijd met hem. Ze kregen geen kinderen. Doordeweeks waren ze bezig met hun werk en sociale commissies in Amsterdam. Zij woonden aan de Weteringschans op nummer 231, waar de architect zijn atelier had op de bovenverdieping. In de weekeinden en de zomermaanden waren ze doorgaans te vinden in Van der Peks Landhuis Wüstelaan in Santpoort. Geregeld namen zij in de weekenden kinderen uit de Jordaan mee naar hun buitenhuis.

## Amsterdamsch Bouwfonds
In hun werk trokken Van der Pek en Went doorgaans gezamenlijk op: het echtpaar was in 1906 betrokken bij de oprichting van de Vereeniging Amsterdamsch Bouwfonds (VAB). Deze woningcorporatie kwam uit de startblokken dankzij een schenking door Chris Janssen van een complex met 32 eenkamerwoningen aan de Polanenstraat 54-60 in de Spaarndammerbuurt. Tot aan haar dood zat Went in het bestuur van dit fonds. Ook werkte het echtpaar samen aan het Amsterdamsch Tehuis voor Arbeiders (ATVA) aan de Marnixstraat, dat op 5 september 1918 werd geopend. Van der Pek ontwierp beide complexen, terwijl Went voor het beheer zorgde. Nadat haar man in 1919 overleed, richtte ze zich vooral op haar werkzaamheden voor het Amsterdamsch Bouwfonds.

## Zilveren medaille
In 1934 werden de Gezondheidscommissies opgeheven. Bij die gelegenheid ontving Louise Went de zilveren medaille van de stad Amsterdam. Twee jaar later, bij het veertigjarig jubileum van Bouwonderneming Jordaan, gaf Went – inmiddels 71 jaar oud – het stokje als woningopzichteres over aan Mien Blomberg. Zelf werd ze toen directrice van de Bouwonderneming Jordaan. Met een eigen fonds financierde ze tijdens de Tweede Wereldoorlog voedselpakketten voor mensen in concentratiekampen.

## Beeld en plaquette
Ter ere van haar tachtigste verjaardag maakte beeldhouwer André Schaller in 1946 een beeldje van haar. In dat jaar lieten de bewoners van het complex van Bouwonderneming Jordaan een plaquette maken: "Gedenksteen uit waardering voor mevrouw L. van der Pek-Went. Van de bewoners Bouwonderneming Jordaan. 1896 – 26 september 1946."

## Oude dag
Went kreeg in haar laatste levensjaren last van doofheid, maar haar verstand bleef helder. Ze overleed op 29 oktober 1951. Haar graf was tot 10 januari 2011 te vinden op begraafplaats Zorgvlied te Amsterdam.

## Vernoemd
- Straten in Amsterdam-Centrum, Heerhugowaard en Leiden.
- Louise Wenthuis, wooncomplex uit 1963 aan de Wibautstraat bij het Amstelstation, ontworpen door Margaret Staal-Kropholler.